# New International Commentary on the New Testament
La New International Commentary on the New Testament (NICNT) è una serie di commentarii in lingua inglese ai libri del Vecchio Testamento greco, pubblicata dalla William B. Eerdmans Publishing Company fra il 1953 e il 2007.
La rivista Christianity Today l'ha inclusa nella lista delle pubblicazioni più significative dell'evangelicalismo nella seconda metà del XX secolo.